# Pawłowice (gmina w województwie kieleckim)
Pawłowice – dawna gmina wiejska istniejąca do 1954 roku w woj. kieleckim. Siedzibą władz gminy były Pawłowice.
W okresie międzywojennym gmina Pawłowice należała do powiatu iłżeckiego w woj. kieleckim. 1 kwietnia 1927 do gminy Pawłowice włączono kolonię Ostrów i kolonię Kaliszany cz. III z gminy Kamień w powiecie puławskim województwa lubelskiego.
Po wojnie gmina zachowała przynależność administracyjną. 9 czerwca 1947 do gminy Pawłowice włączono gromadę Kępa Piotrowińska Kolonia i kolonię Herliczko z gminy Kamień w powiecie puławskim województwa lubelskiego. Według stanu z dnia 1 lipca 1952 roku gmina składała się z 9 gromad: Glina, Janów, Kępa Piotrowińska, Las Gliniański, Ostrów, Pawłowice, Sadkowice, Wola Pawłowska i Zemborzyn.
Jednostka została zniesiona 29 września 1954 roku wraz z reformą wprowadzającą gromady w miejsce gmin. Po reaktywowaniu gmin z dniem 1 stycznia 1973 roku gminy Pawłowice nie przywrócono, a jej dawny obszar wszedł głównie w skład gminy Solec nad Wisłą w powiecie lipskim w tymże województwie.